# Fascia nuchal
Le fascia nuchal (ou aponévrose superficielle de la nuque) est la partie postérieure de la lame superficielle du fascia cervical.
La nomenclature TA2 rattache structurellement ce fascia à la lame prévertébrale du fascia cervical.

## Description
Le fascia nuchal eveloppe superficiellement l'ensemble des muscles postérieurs du cou.
A l'avant il se connecte et se poursuit avec la lame prévertébrale et avec la lame superficielle.
Il forme une couche superficielle et une couche profonde engainant le muscle trapèze.
A l'arrière, la couche profonde forme un renflement constituant le ligament de la nuque.
En bas il se poursuit par le fascia thoraco-lombaire